# 伊利耶和拉拉马德
伊利耶和拉拉马德（法語：Illier-et-Laramade，法語發音：[ilje e laʁamad]）是法国阿列日省的一个市镇，属于富瓦区。

## 地理
伊利耶和拉拉马德（42°47'14"N, 1°32'22"E）面积5.02 平方千米，位于法国奧克西塔尼大區阿列日省，该省份为法国西南部内陆省份，西部和北部与上加龙省接壤，东临奥德省，东南至东比利牛斯省接壤，南与安道尔和西班牙接壤。
与伊利耶和拉拉马德接壤的市镇（或旧市镇、城区）包括：卡普莱和瑞纳克、拉佩日、莱尔库勒、奥吕、锡盖尔、瓦勒德索斯。

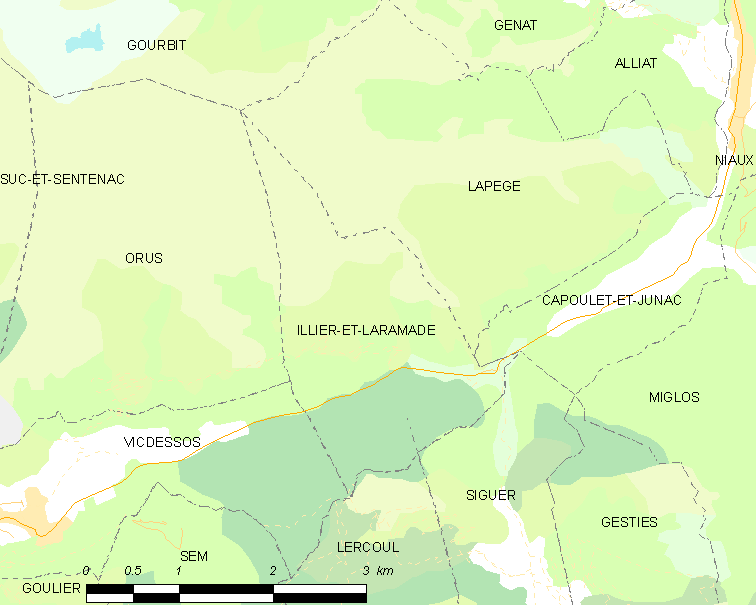
伊利耶和拉拉马德的OSM定位图

伊利耶和拉拉马德的时区为UTC+01:00、UTC+02:00（夏令时）。

## 行政
伊利耶和拉拉马德的邮政编码为09220，INSEE市镇编码为09143。

## 政治
伊利耶和拉拉马德所属的省级选区为萨巴尔泰斯县。

## 人口

1962-2008年间伊利耶和拉拉马德人口变化图示

伊利耶和拉拉马德于2022年1月1日时的人口数量为38人。